# Liolaemus fitzingerii
Liolaemus fitzingerii — вид ігуаноподібних ящірок родини Liolaemidae. Мешкає в Аргентині і Чилі. Вид названий на честь австрійського зоолога Леопольда Фітцінгера.

## Поширення і екологія
Liolaemus fitzingerii мешкають в Патагонії, на території аргентинських провінцій Чубут і Санта-Крус, а також в чилійському регіоні Айсен. Вони живуть в патагонських степах, порослих колючими чагарниками. Зустрічаються на висоті до 1100 м над рівнем моря. Живляться комахами, відкладають яйця.